# Warrior (песня Нины Сублатти)

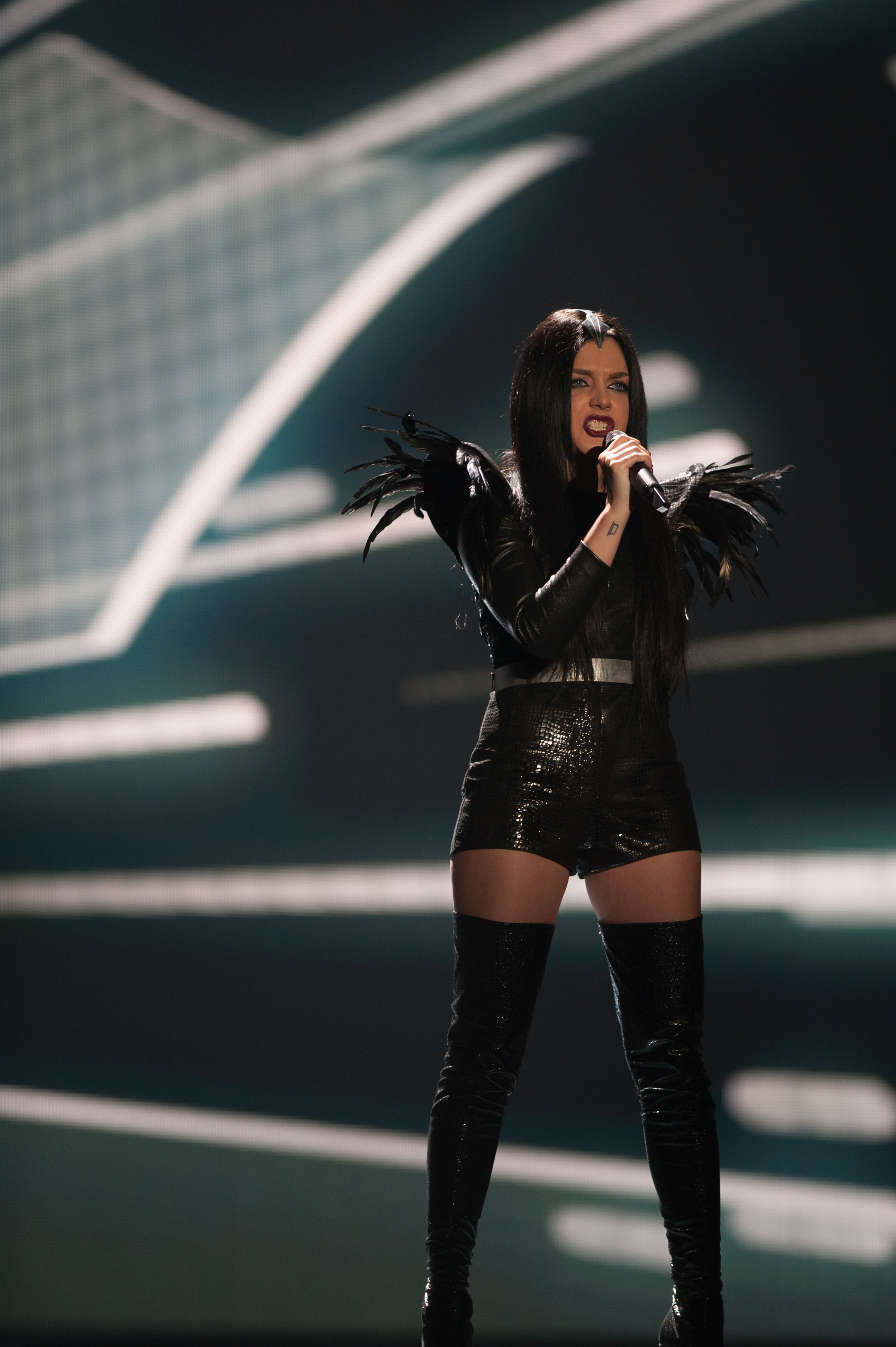
Конкурс песни "Евровидение-2015" в Вене: Нина Сублатти, Грузия

«Warrior» (рус. Воин) — песня грузинской певицы Нины Сублатти, представлявшая страну на музыкальном конкурсе Евровидение 2015. В интервью певица пояснила, что песня посвящена грузинским женщинам, которые борются за то, чтобы быть «хорошими женщинами, хорошими матерями, хорошими учителями», а также призналась в том, что написала эту композицию всего за три часа.
Соавтором и продюсером песни стал шведский композитор и музыкант Томас Г:сон, создавший несколько песен для участников Евровидения прежних лет, в том числе победную песню 2012 года «Euphoria».
11 марта 2015 года вышел официальный видеоклип к песне.

## Список композиций
- Digital download[6]

1. «Warrior» — 3:02